# Uranotaenia moultoni
Uranotaenia moultoni là một loài muỗi trong chi Uranotaenia. Đây là loài đặc hữu của Sabah, Borneo Malaysia. U. moultoni được đặt trong phân chi Pseudoficalbia. Trong giai đoạn ấu trùng, U. moultoni phát triển trong pitchers of loài Nepenthes, đặc biệt là N. rajah. Do đó nó được xem là một nepenthebiont.